# クィディッチ

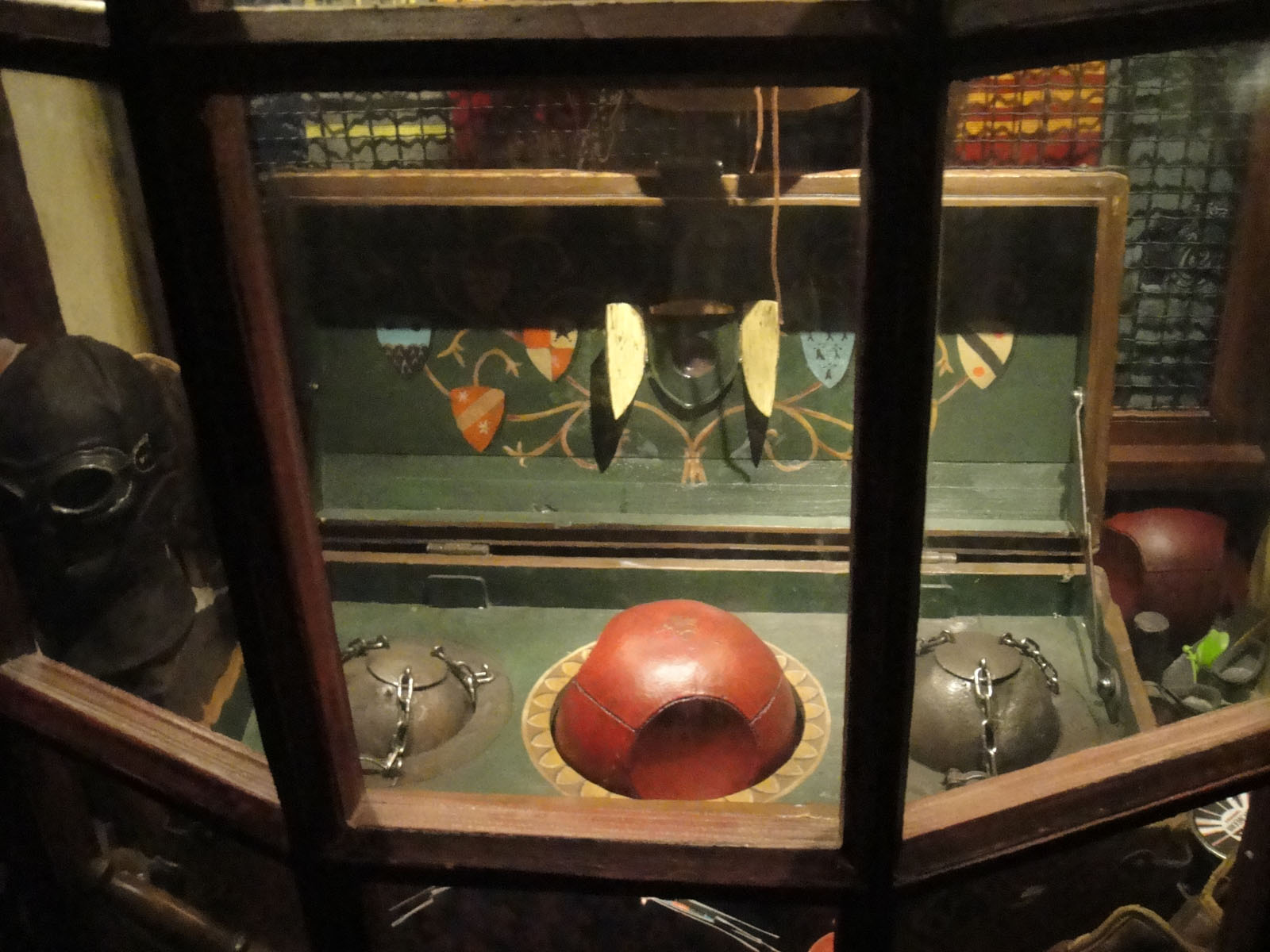
蓋側の真ん中に「金のスニッチ」真ん中の赤い球が「クアッフル」左右の球が「ブラッジャー」（ウィザーディング・ワールド・オブ・ハリー・ポッターの展示）

クィディッチ（英語: quidditch）は、ハリー・ポッターシリーズに登場する架空のスポーツ。箒に乗って飛行する7人の選手で1チームを構成し、試合では楕円状の競技場の上空で2チームが4つのボールを使って対戦するという設定。
魔法学校を舞台とするハリー・ポッターシリーズ中でクィディッチというスポーツは学校生活を構成する要素の一つである。これはラグビースクールのラグビー、イートン・カレッジのEton wall gameなどイギリスのパブリックスクールの伝統にならった設定だと考えられる。1997年に出版されたシリーズ第1巻の『ハリー・ポッターと賢者の石』で主人公ハリー・ポッターは実力を見込まれて自分の寮のクィディッチ選手の一人となり、シーカーのポジションを務める。その後、作中ではクィディッチ競技場での寮対抗のクィディッチの試合、プロ選手の試合などが描写される。
別途出版された『クィディッチ今昔』には、ハリー・ポッターシリーズの世界でのクィディッチの歴史が古代にまで遡って描かれている。
日本語で他にキディッチ、クイディッチとも。

## 語誌
「ditch」（溝）の一種を指す意味での「quidditch」という単語は古くから英語に存在していた。J・K・ローリング自身は深く考えずに("on a total whim")作中のこのスポーツにこの名前を付けたと述べた。
オックスフォード英語辞典は2017年にハリー・ポッターシリーズの「quidditch」を新語として採録した。

## 設定
ハリー・ポッターシリーズ中では、イギリス発祥で、世界的人気を有するスポーツという設定。ワールドカップも開催される。2チームに分かれ、所定の球をゴールに投入して得点を競う、現実世界におけるバスケットボールやサッカーなどに似た球技。魔法界においてもっとも人気のあるスポーツとされる。ただし人気の度合いについては各国によって差があり、派生スポーツのクォドポットが人気のアメリカや空飛ぶカーペットが主要な移動手段なアジアでは、人気がそれほどでもない（なお、日本ではアジアでも例外的にクィディッチが盛んである。これは数世紀前にホグワーツ生の集団が箒で世界一周中に風に吹き飛ばされていたところをマホウトコロの職員に助けられた際のお礼としてクィディッチを伝えたためであるとされる）。
ローリングによれば、クィディッチはバスケットボールに似ているという。

### 歴史
11世紀にイギリスのクィアディッチ湿原で始まったとされている。このころはスポーツというよりも遊びで、スニッチは使用しなかった。その後1398年に、ザカリアス・マンプスがしっかりとしたルールを定めたとされている。1473年、初めてクィディッチ・ワールドカップが開催される。1674年にはイギリスでクィディッチ・リーグが設立され、1750年に「魔法ゲーム及びスポーツ局」が設立。クィディッチの公式ルールが誕生した。

### 用具
箒（ほうき / 各選手に1本ずつ）
クィディッチ競技用とされる飛行用箒は、魔法界における（実用）飛行用箒では最高級品とされている。クィディッチワールドカップでは、開催当時の最高性能を有する箒が公式の箒に指定される。また、箒にはいくつかのブランド・シリーズおよびメーカー（ニンバス、ファイアボルト、クイーンスイーブ、コメットなど）がある。
ボール
クィディッチで使われるボールは3種類あり、それぞれ異なる役割を持つ。
クアッフル（1個）
直径30センチほどの革製の赤いボール。かつては革色だったが泥のなかに落ちると発見が難しくなるため赤く塗られた。縫い目はない。これを相手ゴールに入れると10点となる。
片手で掴むための「握り呪文」と、落下速度を遅くする呪文（取り落としたときに拾いやすくするため）がかけられている。
ブラッジャー（2個）
クアッフルより少し小さい鉄製の黒いボール。直径は10インチ（25.4cm）。自由自在に飛び回り、最も近くにいる選手を無差別に箒から叩き落とそうとする。通称「暴れ球」。
大昔は大きな石に魔法をかけたものだったが、打たれて砕けた破片がてんでんばらばらに選手を追い掛け回すため、割れないように鉛に変更されたが、表面がへこむと真っ直ぐ飛ぶ能力に異常を起こすので鉄に変更された（とはいえ、鉄製でも全く割れないわけではない。石よりは割れにくいというだけである）。語源はBlooder（ブラッダー：血まみれにするもの）および、Bladder（膀胱：現実世界のサッカーの歴史において初期はボールとして豚の膀胱を膨らましたものを使用したことと関連する）。しかし、ホグワーツの歴史のなかでも、顎の骨を折った人が2、3人ほどいるだけで死亡事故はいまだ起こっていないとされる。
スニッチ（1個）
胡桃くらいの大きさの金属製の金色のボール。ピッチ内を縦横無尽に飛び回る。これを捕った選手の所属チームに150点が与えられ、同時に試合終了となる（言い換えれば、これが捕まらない限りいつまでも試合が続くため、わずか3.5秒で試合終了になったこともあれば、数ヶ月試合が続いたこともある）。スニッチには両チームのシーカーにほぼ同時に捕まえられた時にどちらが先に捕ったかを判別するために「肉の記憶」という魔法が掛けられている。
銀色の羽（映画では金色）があり、空中を素早く飛ぶ。稲妻のようなスピードで正確に方向転換することができる。捕るのが非常に困難であり、そのためスニッチを捕る専門のポジション「シーカー」が設けられている。
古くはスニジェットという同形の魔法生物が使われていたが、乱獲され絶滅危惧種となったため、その魔法生物に似た特徴のボールが開発された。スニッチはスニジェットと異なりピッチ内にとどまる魔法がかけられている。

クラブ（ビーター1人につき1本ずつ）
ビーターが味方のチームに近付いたブラッジャーを打つために使う、魔法で強化された木製の棍棒。

### ルール
7名の選手で構成されたチームが2チーム、計14名で対戦する。審判は主審1人と線審数人。競技場所は「ピッチ」と呼ばれる専用のものが使われる。競技時間中に、クアッフルを相手チームのゴールに投げ入れて得点を競う（1ゴール10点）。ただし、スニッチを捕るとボーナス得点（150点）が得られるため、クアッフルによる得点が低くても、この得点差以内ならば逆転が可能である。基本的に試合時間中、選手は（墜落して負傷した場合を除き）地面に足をついてはいけないが、キャプテンが審判にタイムを申し立てた時のみ足をついても良い。試合が12時間を超えた場合、このタイムは2時間まで延長できる。またスニッチがいつまでたっても捕まらない場合、両チームのキャプテンの合意があれば試合を終了することも可能。また杖はピッチへの持ち込み自体は可能だが、相手チームの選手や箒、審判、ボール、または観客に対しての使用は禁止されている。

#### ポジション
チェイサー
1チームに3名。クアッフルを奪い合い、相手チームのゴールに入れることが役目。
キーパー
1チームに1名。相手チームがクアッフルをゴールに入れるのを守る。マグルのスポーツにおけるゴールキーパーと同じ。
ビーター
1チームに2名。飛んでくるブラッジャーをクラブで追い払ったり、相手チームのプレイヤーにぶつけるのが役目。
シーカー
1チームに1名。スニッチを捕まえるのが役目。クィディッチの花形ともされるポジションで、相当の機動力が求められる。

#### ピッチ
長径500フィート（152メートル）、短径180フィート（55メートル）の楕円形の競技場となっており、ゴールポストは3本の棒の先端にリングがつけられた形状となっている。映画では、中央のポストが左右のポストより高くなっている。選手はフィールドの境界線の外側に出てはならないが、上限高度は設定されていない。

#### 反則
クイデッィチには700以上の反則が存在するとされているが、基本的なルール以外は公表されていない。もっとも、その9割は杖の使用禁止により予防できる他、残りの1割も「敵の箒の尾に火をつける」や「斧で相手を攻撃する」のような余程卑劣な選手でもない限りは行われないようなものばかりである。なお、第1回クイディッチワールドカップではその反則規定全てが行われたという。
最も基本的な反則行為は以下の通り。
ブラッギング
相手の箒の尾を捕まえ、速度を落としたり、妨害する行為。
ブラッチング
わざと衝突するつもりで飛ぶ行為。
ブラーティング
相手をコースから外すため敵の箒の柄を掴んで固定する行為。
バンフィング
ブラッジャーを観客に向けて打ちこむ行為（ビーターのみ）。
コビング
相手の選手に対して過度に肘を使う行為。
フラッキング
クアッフルを入れられないように体の一部をゴールの輪に入れる行為。キーパーは輪の前でゴールを守らなければならない（キーパーのみ）。
ハバーサッキング
クアッフルを持ったまま輪に手を入れる行為。クアッフルはゴールに投げ入れなければならない（チェイサーのみ）。
クアッフル-ポッキング
クアッフルに細工をする行為（チェイサーのみ）。
スニッチニップ
シーカー以外の選手がスニッチに触れたり掴む行為（シーカー以外）。
スツージング
スコア・エリアに一度に2人以上のチェイサーが突っ込む行為（チェイサーのみ）。

#### 『クィディッチ・チャンピオンズ』での変更点
ゲーム『ハリー・ポッター：クィディッチ・チャンピオンズ』では一部のルールが変更されている。以下に変更点を示す。
- スニッチの得点が30点に減少の上、取得しても後述の条件を満たすまでは即試合終了にならない。また、取得チャンスが2回に増やされている。
- ビーターが1人に減らされている。
- 試合時間が最長で7分間となり、いずれかのチームの得点が100点に達した時点で即終了となる。

## マグルクィディッチ

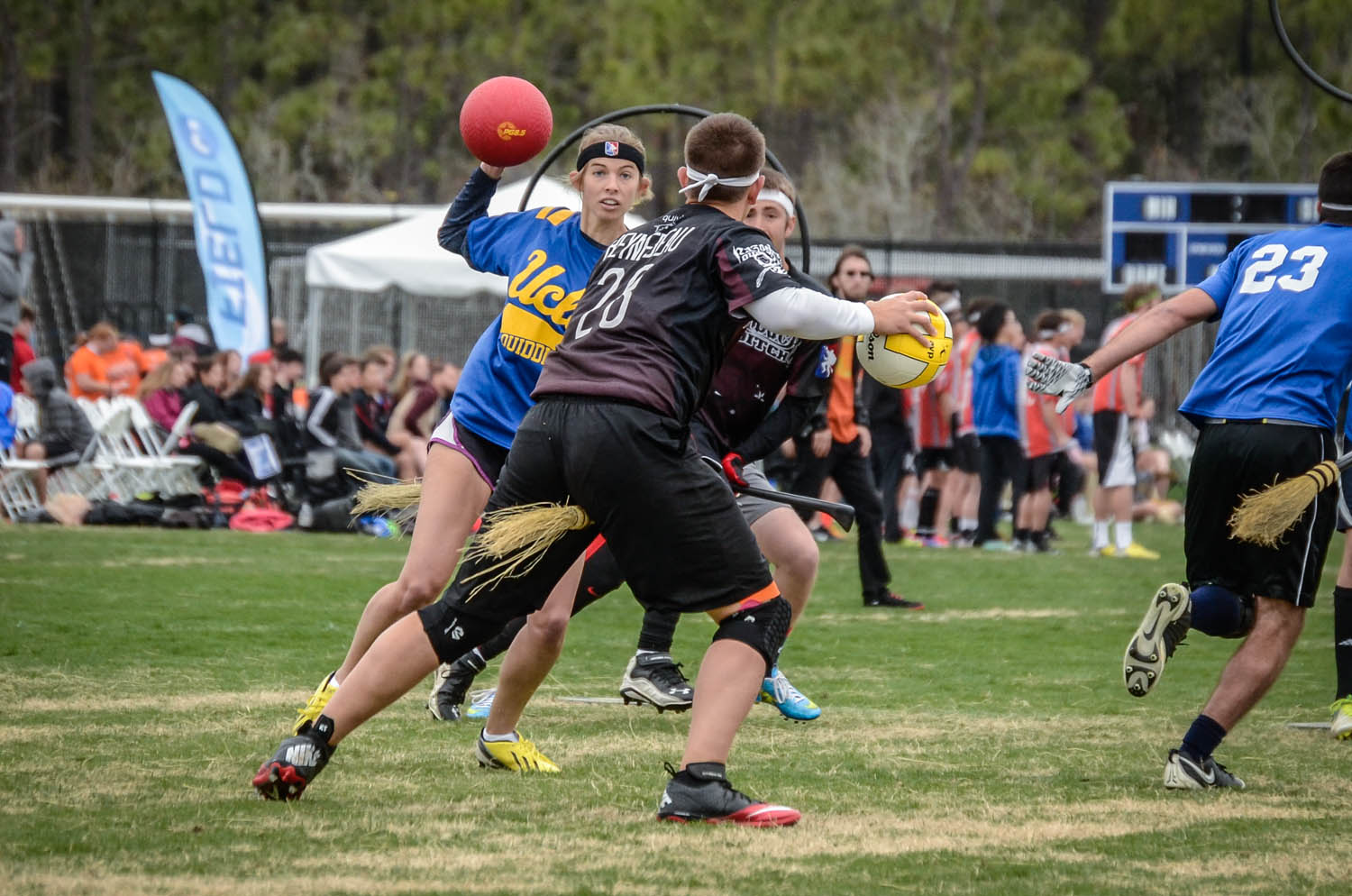
地上のクィディッチ

ハリー・ポッター・シリーズのクィディッチを元にした球技がアメリカの学生によって2005年に始められた。7人対7人で対戦するジェンダーフリーな競技であり、プレイヤーは箒を股にはさんで競技場を走る。14名の他、どちらにも属しないsnitch runner（1名）というポジションもある。
この競技は複数の既存の競技をもとにしており、ラグビー、ドッジボール、鬼ごっこ、レスリング、ラクロスの要素が見られる。
40以上の国々に計2万人あまりのクィディッチ競技者がいる。

### 名称変更
2021年12月、アメリカとイギリスのリーグ組織はクィディッチの競技名を変更することを発表した。これはハリー・ポッターシリーズの原作者であるJ・K・ローリングが反トランスジェンダーを肯定するような言動に抗議するのに加え、クィディッチという名称自体を映画『ハリー・ポッターシリーズ』を制作しているワーナー・ブラザースが商標登録しており、スポンサーシップや放映権などで制約があった問題を解消したい意向があるとしている。
2022年7月にクアッドボール（Quadball）への競技名変更が発表された。